# چت (شهرستان آق‌سی)
چت (به لاتین: Chat) یک منطقهٔ مسکونی در قرقیزستان است که در شهرستان آق‌سی واقع شده‌است. چت ۲۹۹ نفر جمعیت دارد و ۱٬۱۶۰ متر بالاتر از سطح دریا واقع شده‌است.